# Франц Мочник
Франц Мочник (1 жовтня 1814, Церкно, Словенія — 30 листопада 1892, Грац, Австрія) — словенський математик.

## Життєпис
Франц Мочник навчався в гімназії та ліцеї в Любляні (1824–1832), потім вивчав теологію в Гориці. У 1836 році висвячений на священника. Протягом наступних десяти років він вивчав математику в Граці, яку закінчив у 1840 році, здобувши ступінь доктора філософії. У 1846 р. його призначили професором елементарної математики Технічної академії у Львові. Він пробув у Львові три роки, а потім з 1849 року переїхав до університету в Оломоуці, де був призначений професором математики. У 1850 році був призначений шкільною радою та інспектором реальних і загальних шкіл Словенії.

## Творчий доробок
Франц Мочник автор великої кількості математичних підручників, перекладених багатьма мовами й поширених в усіх країнах Австро-Угорської монархії. Підручники вирізнялися великою зрозумілістю та логічною структурою.